# América Futebol Clube (Goiás)
América Futebol Clube é um clube brasileiro de futebol sediado na cidade de Morrinhos, no estado de Goiás.

## História
A história do América iniciou com sua fundação em 5 de março de 1937, e sua inspiração foi o América Mineiro, de onde surgiu o nome e uniforme, substituindo o verde pelo vermelho. Em 1957, o clube foi campeão goiano pela primeira vez, terminando na frente do Atlético Goianiense. Entre 1959 e 1997, disputou 14 vezes a primeira divisão do Campeonato Goiano. e participou no Segunda Divisão até 2004. Depois de permanecer anos afastado dos torneios, retornou em 2012 e conquistou o acesso à segunda divisão estadual em 2014. Em 2024, retornou do licenciamento.

## Títulos
| ESTADUAIS | ESTADUAIS                             | ESTADUAIS | ESTADUAIS  |
|           | Competição                            | Títulos   | Temporadas |
| --------- | ------------------------------------- | --------- | ---------- |
|           | Campeonato Estadual de Goiás          | 1         | 1957       |
|           | Campeonato Goiano - Divisão de Acesso | 1         | 1987       |
|           | Campeonato Goiano do Interior         | 1         | 1957       |